# 三不粘
三不粘（sānbúzhān、サンプーチャン）とは、卵とでんぷんと油と水が材料の、甘くお菓子のような料理である。箸、皿、歯につかないことが名前の意味。卵と粉と油の芸術と称される。
中国語では、三不沾と表記される。

## 概要
北京にある山東料理店「同和居」の看板料理。かつては宮廷料理における甘い点心として振る舞われていた。本場の中国でも、幻の料理と呼ばれている。

## 作り方
まずは卵黄、でんぷん、水、砂糖を混ぜた卵液を作る。そして、油にならした鍋に弱火で卵液を入れ、生地を叩き、混ぜ、返しひたすら練る。卵液の作り方や火の入れ具合などは資料によって異なっている。また、でんぷんによって味が変わるようで、『新しい卵ドリル』では、本場で使われている緑豆でんぷんをお勧めしている。コーンスターチではやわらかくなりすぎる。片栗粉では生地が少し固くなり、馬鈴薯でんぷんの味わいが雑味となってしまう。

## 三不粘が登場する作品
- 『傭兵団の料理番５』川井昴（著）主婦の友社2018年5月発売
- 『鉄鍋のジャン“別腹”も大満足！中華デザ』西条真二（著）KADOKAWA、2015年2月発売
- 『ごほうびごはん 5』こもとも子（著）芳文社2016年10月発売
- 『ななどなどなど 4』宇崎うそ（著）芳文社2024年12月発売